# کالشالی
کالشالی (انگلیسی: Kalshali) یک شهرک در شهرستان تویمازینسکی استان باشقیرستان کشور روسیه است.